# Johan Gustaf Härstedt

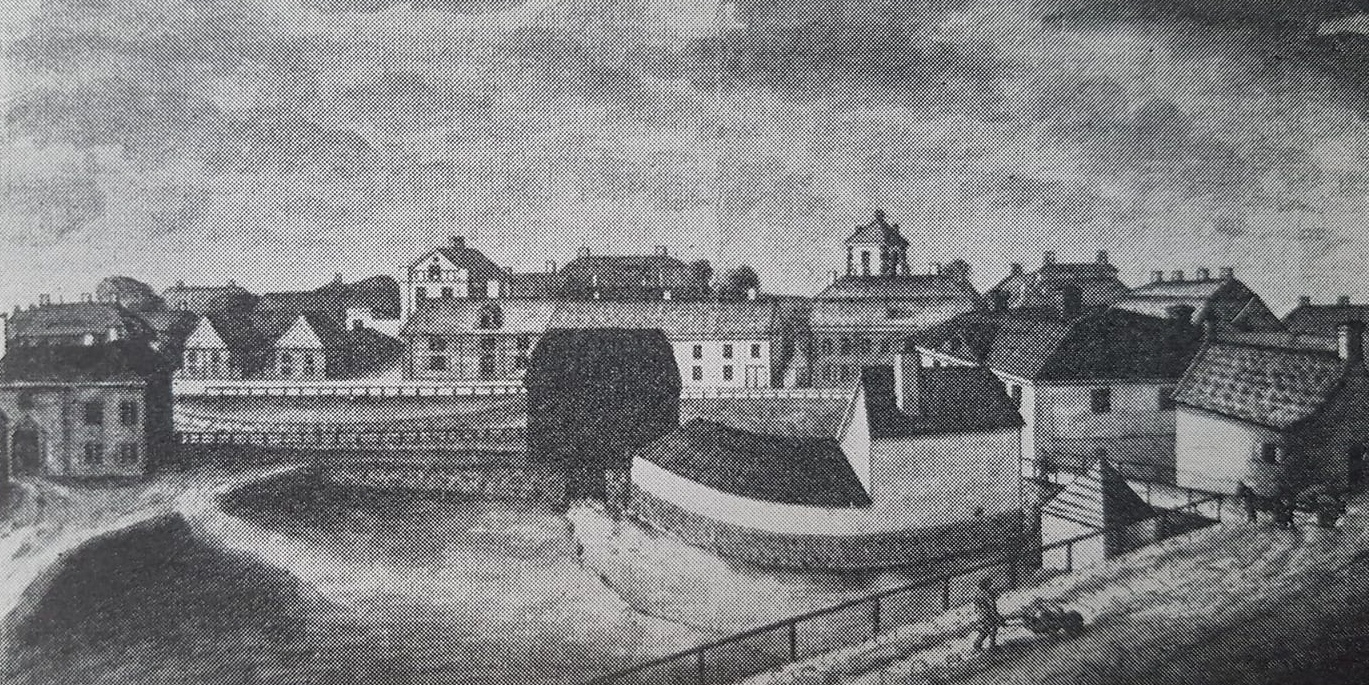
Illustration av en akvarell av Johan Gustaf Härstedt, "Utsigt af Upsala stad, Nord Ost från Storkyrcko-gården och öfver muren vid Consistorie-huset".

Johan Gustaf Härstedt, född 1756 i Sunnemo Värmland, död 22 november 1820, var en svensk tjänsteman, tecknare och akvarellist.
Han var son till bruksinspektorn Johan Gustaf Härstedt och Lovuisa Sophia Carlberg, han gifte sig 1781 med Brita Christina Malmstedt (syster till poeten Anna Maria Lenngren) och är far till tjänstemannen Johan Magnus Härstedt. 
Härstedt blev student vid Uppsala universitet 1768 och anställdes som extra ordinarie tjänsteman vid landskansliet.
Som konstnär var han autodidakt. Hans tidigaste kända verk är över Sunnemohyttan och sedan följer en mängd bruks och landskapsbilder från Värmland senare kommer teckningar och akvareller från Uppland och Norrland. Uppsala universitetsbibliotek har ett stort antal teckningar och akvareller av Härstedt. Troligen kom de i universitetsbibliotekets ägo genom den Westinska donationen 1877. 
Han var representerad på utställningen Uppsala i konsten före 1900 på Östgöta nation i Uppsala 1943.